# Соц, Василий Иванович
Василий Иванович Соц (1787 или 1788 — 11 (23) сентября 1841) — русский писатель, переводчик, цензор.

## Биография
Родился в семье Ивана Васильевича Соца, по разным сведениям, в 1787 или 1788 году.
В 1804 году окончил гимназию при Московском университете и был зачислен студентом университета, но вскоре откомандирован в ярославский Демидовское училище высших наук, где прошёл ускоренную подготовку и получил степень кандидата (1805). С 15 января 1806 года преподавал арифметику, алгебру, геометрию, российскую словесность, всеобщую историю и географию при благородном пансионе Демидовского училища, с 28 августа 1807 года преподавал математику в училище.
В 1809 году переехал в Петербург, где началась его карьера переводчика: сначала в иностранном отделении адресов при канцелярии Санкт-Петербургского военного губернатора, с 1811 года — в Министерстве полиции. С 1 мая 1816 года он был определён секретарём по российской части в цензурный комитет, где и оставался до 1828 года, когда, по новому уставу о цензуре и по преобразовании цензурного комитета министерства внутренних дел в Комитет цензуры иностранной при министерстве народного просвещения, был утверждён в должности старшего цензора. В этой должности В. И. Соц оставался до конца жизни, дослужившись до чина статского советника. За время службы получил ордена Св. Анны 3-й степени (19 сентября 1817), Св. Владимира 4-й степени (13 февраля 1826), Св. Анны 2-й степени (31 марта 1830; императорская корона к ордену 31 марта 1831). В 1840 году получил потомственное дворянство.
Умер 11 (23) сентября 1841 года.

#### Семья
- Брат, Иван Иванович Соц (1792—1857), переводчик.
  - Племянница — Софья Ивановна Соц (1840—1911) была замужем за музыкальным издателем Пётром Юргенсоном.

Внук (сын дочери, Олимпиады Васильевны (1824—?), в замужестве Максимович) — Анатолий Александрович Максимович
Правнук — Сергей Олимпиевич Максимович